# Lopadea Veche
Lopadea Veche – wieś w Rumunii, w okręgu Alba, w gminie Mirăslău. W 2011 roku liczyła 267 mieszkańców.